# Пам'яті жертв геноциду кримськотатарського народу (монета)
«Па́м'яті жертв геноци́ду кримськотата́рського наро́ду» — пам'ятна монета номіналом 5 гривень, випущена Національним банком України. 18 травня 1944 року радянський режим розпочав депортацію кримських татар з історичної Батьківщини — Криму. Їх примусове виселення, обмеження засобів до існування призвело до загибелі близько половини відселених. Національний банк України уводить в обіг монету за участю Державної служби України з питань Автономної Республіки Крим та міста Севастополя.
Монету введено в обіг 12 травня 2016 року. Вона належить до серії «Інші монети».

## Опис монети та характеристики
| Номінал грн. | Метал      | Маса, г | Діаметр, мм | Якість виготовлення       | Гурт     | Тираж, штук                                       |
| ------------ | ---------- | ------- | ----------- | ------------------------- | -------- | ------------------------------------------------- |
| 5            | нейзильбер | 16,54   | 35,0        | спеціальний анциркулейтед | рифлений | 30 000 (у тому числі 5 000 у сувенірній упаковці) |

### Аверс
На аверсі монети розміщено: малий Державний Герб України, напис «УКРАЇНА», рік карбування монети «2016», номінал — «5/ГРИВЕНЬ» та композицію: на дзеркальному тлі — карта Кримського півострова, на якій зображено герб кримських татар — тамгу, унизу — колеса паротяга, що відбуває, як символ депортації кримськотатарського народу; ліворуч на дзеркальному тлі — логотип Банкнотно-монетного двору Національного банку України.

### Реверс
На реверсі монети зображено стилізовану композицію: депортована кримськотатарська сім'я за колючим дротом у вагоні та написи: «18/05/1944» (вертикально ліворуч), «ГЕНОЦИД/КРИМСЬКОТАТАРСЬКОГО/НАРОДУ» (угорі) та «QIRIMTATAR/HALQINIC/GENOTSIDI» (унизу).

5000 монет із загального тиражу було випущено у буклетах
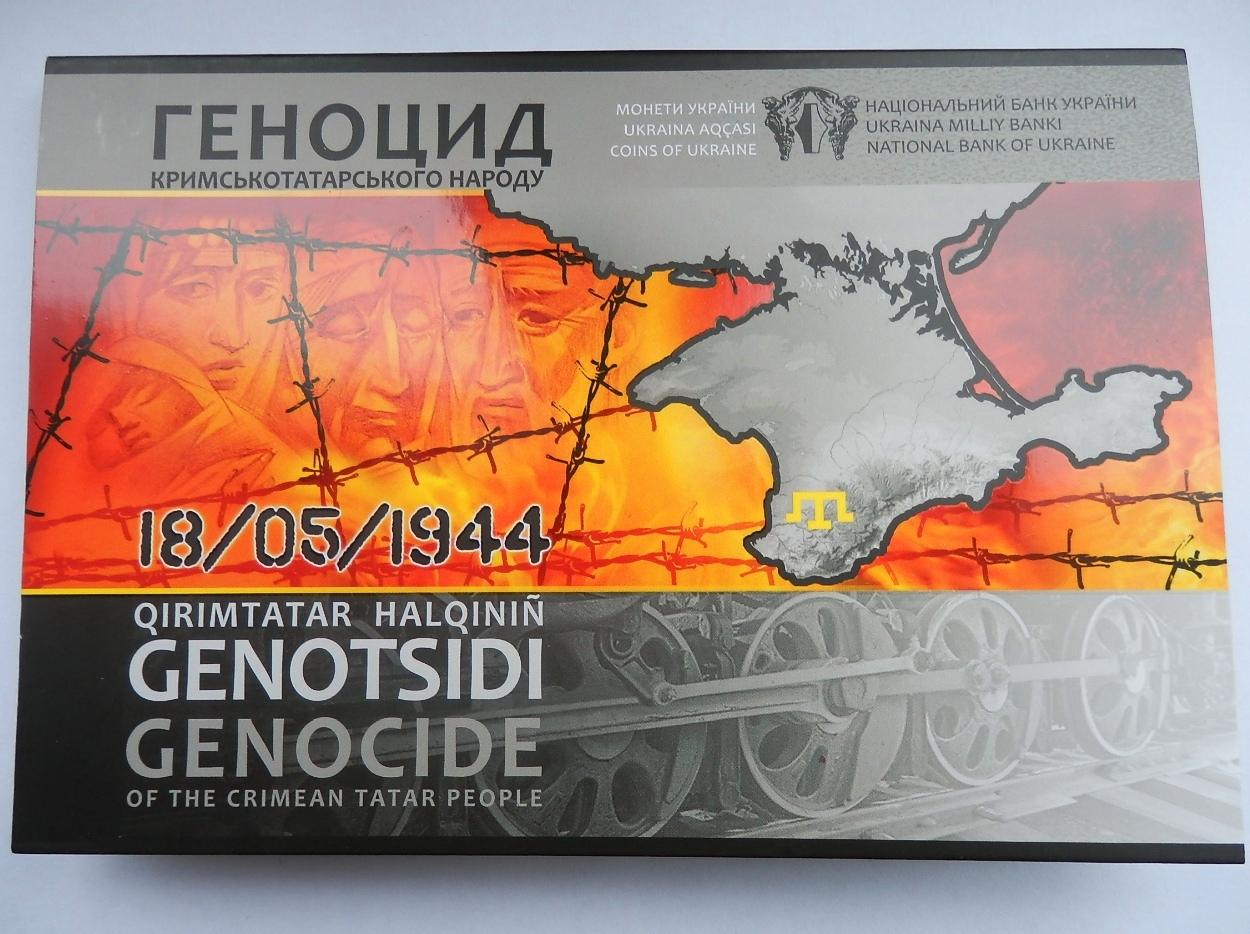
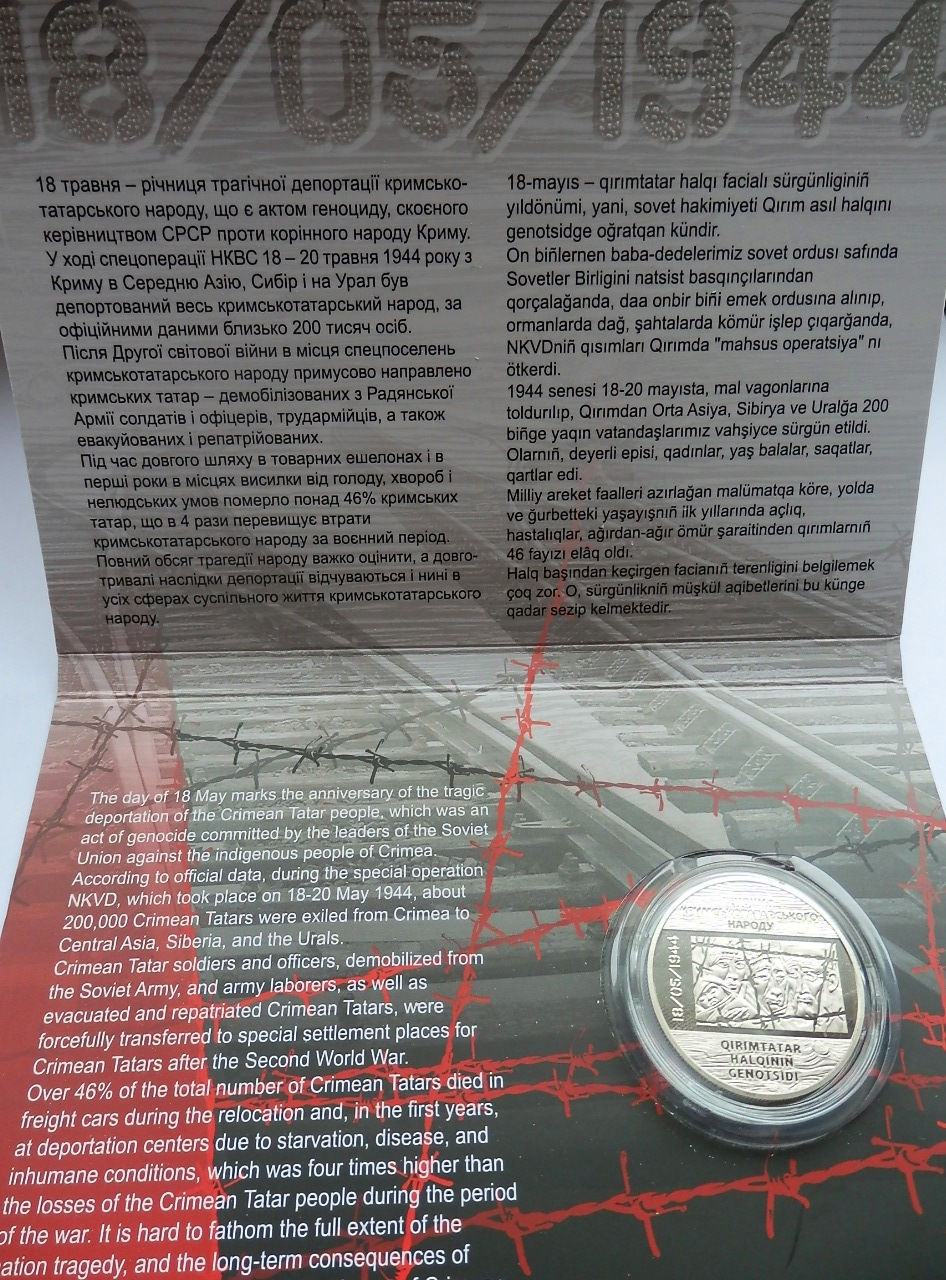
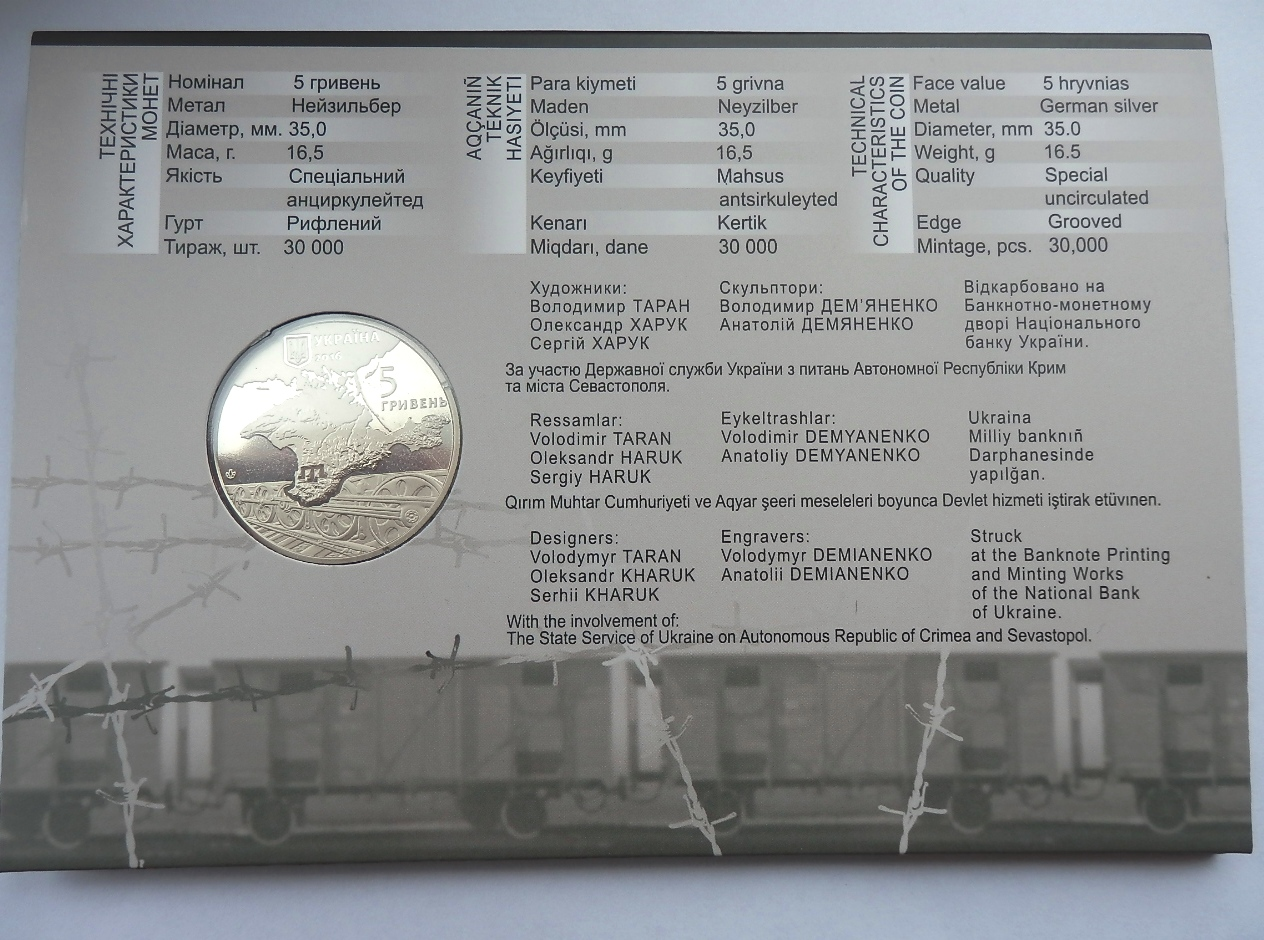

## Автори

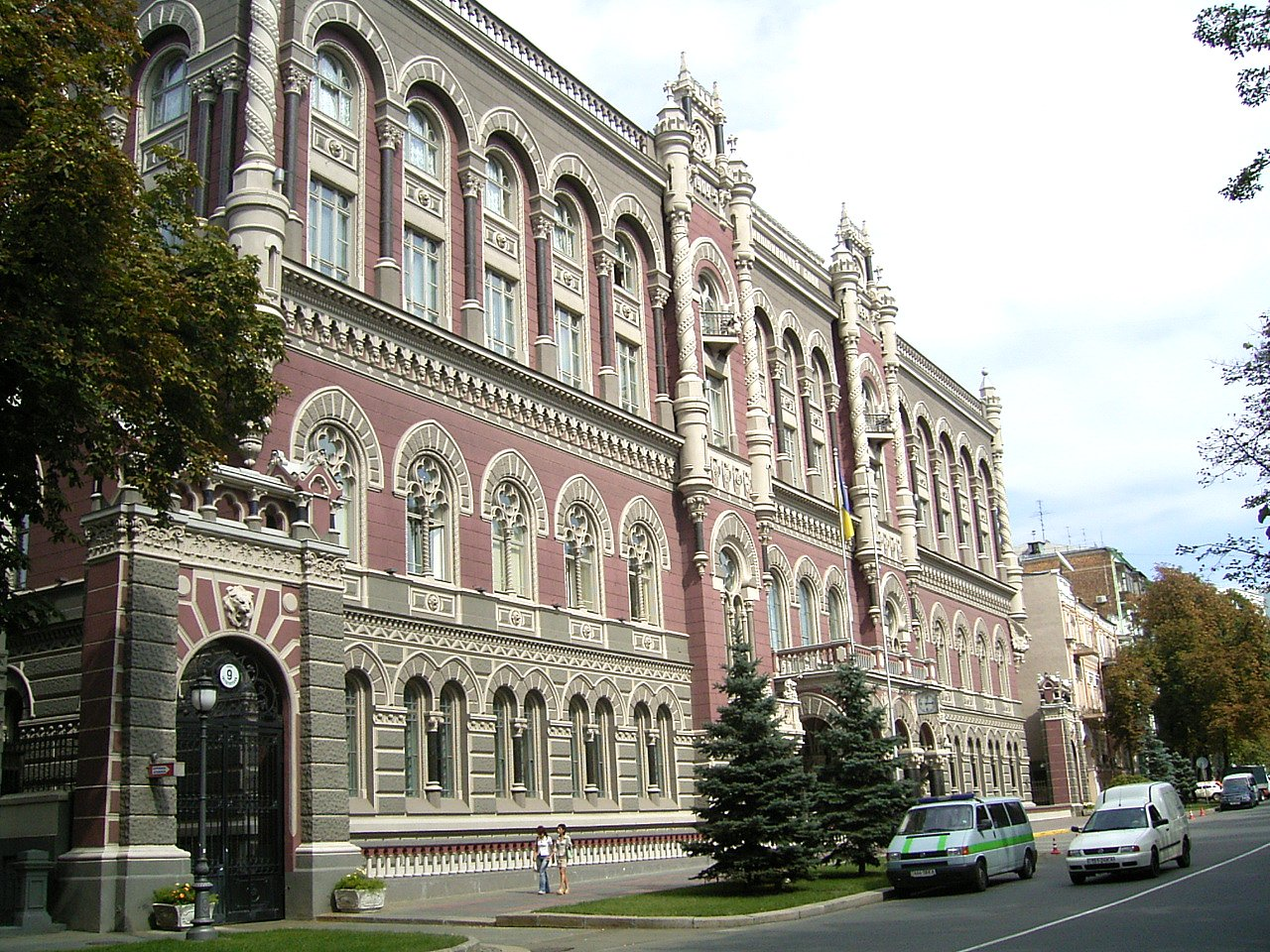
Будівля Національного банку України

- Художники: Таран Володимир, Харук Олександр, Харук Сергій.
- Скульптори: Дем'яненко Володимир, Демяненко Анатолій.

## Вартість монети
Під час введення монети в обіг у 2016 році, Національний банк України реалізовував монету через свої філії за ціною 38 гривень.
Фактична приблизна вартість монети, з роками змінювалася так:
| Рік        | 2017 | 2018 | 2019 | 2020 | 2021 | 2022 | 2023 | 2024 | 2025 |
| ---------- | ---- | ---- | ---- | ---- | ---- | ---- | ---- | ---- | ---- |
| Ціна, грн. | 195  | 200  | 215  | 215  | 220  | 330  | 560  | 630  | 650  |